# Northrop YF-17 Cobra
Le Northrop YF-17 est un prototype d'avion de chasse construit à deux exemplaires dans le cadre du programme américain Light Weight Fighter. Candidat malheureux à cette compétition, il a malgré tout été retenu par l'US Navy et a donné naissance au F/A-18 Hornet.

## Historique
En 1971, l'US Air Force émit des spécifications pour un nouveau chasseur qui serait léger, économique et facile à maintenir. Ce programme est dénommé Light Weight Fighter. Cinq constructeurs y répondent : Boeing, General Dynamics, Ling-Temco-Vought, Lockheed et Northrop.
Le 13 avril 1972, deux projets sont retenus : le YF-16 de General Dynamics et le YF-17 de Northrop. Un prototype de chaque avion est commandé pour évaluation. Le YF-17 fait son premier vol le 9 juin 1974, et sera finalement construit à deux exemplaires.

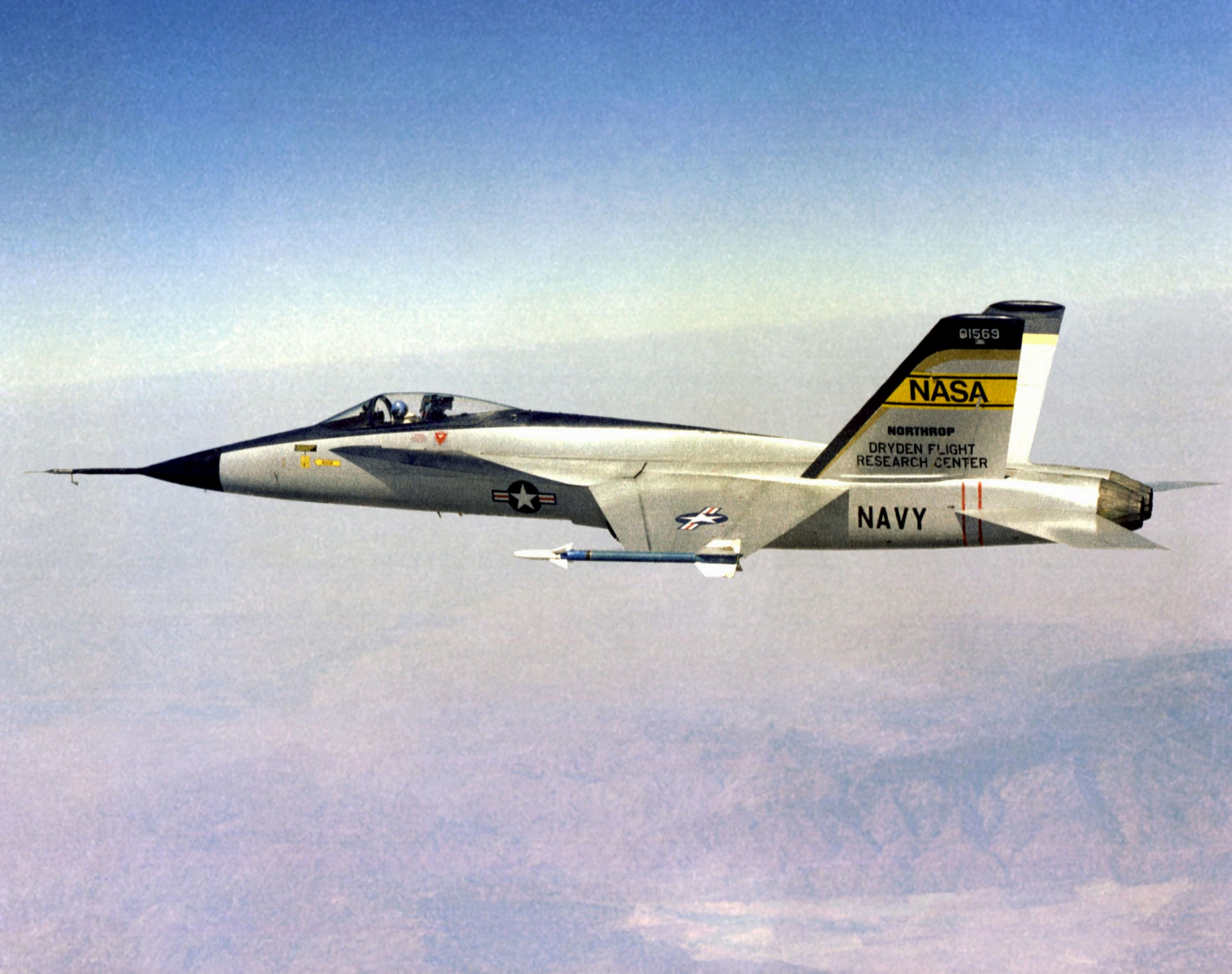
Sous les couleurs de la NASA.

Le 13 janvier 1975, l'USAF annonça que le YF-16 avait gagné le programme ACF (Air Combat Fighter) quelques jours après que le YF-16 fut déclaré vainqueur du Marché OTAN 1973, et lança alors le programme du F-16. Cependant, le YF-17 prit sa revanche moins de 6 mois après : le 2 mai 1975, l'US Navy annonça en effet qu'elle avait retenu de son côté la proposition de Northrop (pour l'occasion associé à McDonnell Douglas) et lança le programme qui aboutit au F-18 Hornet.
Après avoir participé à divers tests pour la NASA entre autres, les deux prototypes du YF-17 furent mis sous cocon en 1985 puis envoyés dans des musées : l'un d'eux (le prototype no 1) se situe actuellement au Western Museum of Flight de Torrance en Californie.

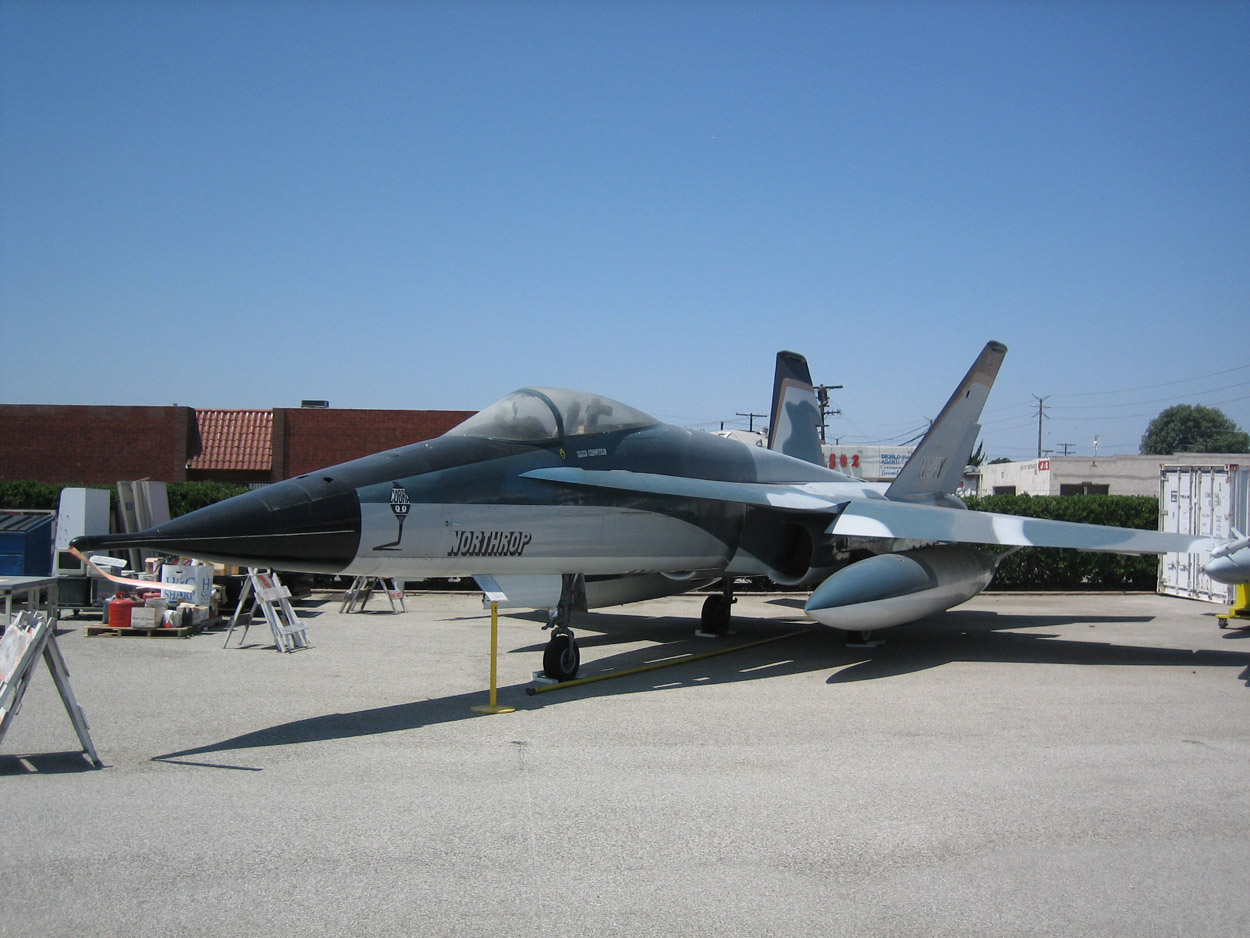
Au Western Museum of Flight.